# Agenium
Agenium és un gènere de plantes de la família de les poàcies, ordre de les poals, subclasse de les commelínides, classe de les liliòpsides, divisió dels magnoliofitins.

## Taxonomia
- Agenium goyazense (Hack.) Clayton
- Agenium leptocladum (Hack.) Clayton
- Agenium majus Pilg.
- Agenium nutans Nees
- Agenium villosum (Nees) Pilg.